# Woodbranch
Woodbranch je město v okrese Montgomery County ve státě Texas ve Spojených státech amerických. V roce 2000 zde žilo 1 305 obyvatel. S celkovou rozlohou 5 km² byla hustota zalidnění 258,7 obyvatel na km².

## Geografie
Woodbranch se nachází na 30°11′4″ s. š., 95°11′22″ z. d.. Jihovýchodně od města se nachází město Anahuac a na severozápadě se nachází město Anderson.